# NGC 1370
NGC 1370 je galaksija u zviježđu Eridan.

## Vanjske poveznice
- SEDS: NGC 1370